# Unicorn catleyi
Unicorn catleyi là một loài nhện trong họ Oonopidae.
Loài này thuộc chi Unicorn. Unicorn catleyi được Norman I. Platnick & Antonio D. Brescovit miêu tả năm 1995.